# Roaring Forties

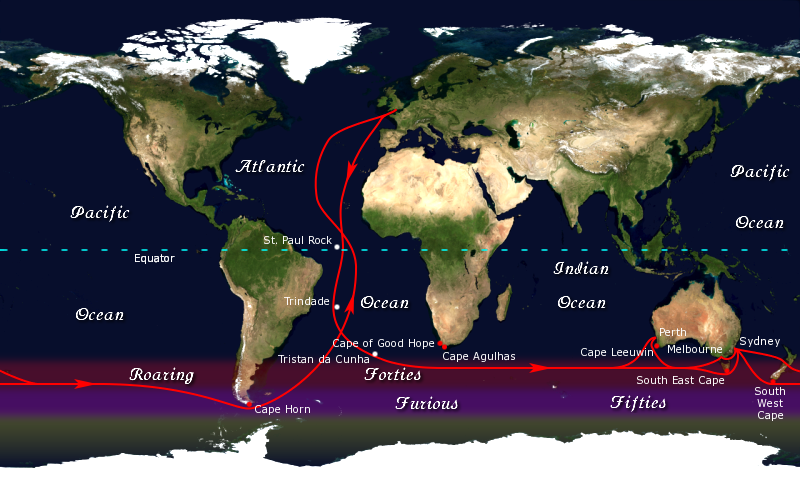
De Klipperroute gevolgd door zeilschepen tussen Europa en Australië

De Roaring Forties is de benaming voor de breedte tussen 40 en 50°ZB, voornamelijk door zeevaarders. De naam is gegeven vanwege de onstuimige en overheersende westenwind, veroorzaakt door de warme wind van de evenaar in de richting van de Zuidpool en de draaiing van de aarde. Doordat er geen land is om de wind af te remmen, zijn de winden zeer onstuimig en krachtig op het zuidelijk halfrond, met snelheden van 80 tot 100 kilometer per uur. De wind zorgt hier voor een grote hinder voor de scheepvaart, die hier dan ook zeldzaam is. 
De Roaring Forties spelen een belangrijke rol in de Klipperroute. De winden zijn als eerste benoemd door de Nederlandse ontdekkingsreiziger Hendrik Brouwer in 1610 ten behoeve van een snelle overtocht naar Batavia. 
Hendrik Brouwer koos er in 1611 voor om vanaf Kaap de Goede Hoop de intertropische convergentiezone te vermijden en zuidwaarts te zeilen tot de Roaring Forties, waar een groot deel van het jaar sterke westenwinden waaien, daarna tussen de 35e en 40e graad oostwaarts te zeilen om vervolgens pas ter hoogte van de Straat Soenda bij Java noordwaarts te sturen. De reisduur naar Indië verkortte daardoor van soms meer dan een jaar naar vijf tot zes maanden. De tijdwinst betekende een belangrijke kostenbesparing, evenals een grote vermindering van het aantal gevallen van scheurbuik onder de bemanning. De VOC stelde Brouwers route in 1617 verplicht.